# Institut des sciences et techniques des Yvelines
Institut des sciences et techniques des Yvelines är en fransk Grande École som utexaminerar generalistingenjörer i norra Frankrike (Vélizy-Villacoublay), och som är medlem av Versailles universitet.